# 누악쇼트 국제공항
누악쇼트 국제공항(Nouakchott International Airport, IATA: GQNN, مطار نواكشوط الدولي)은 모리타니의 수도 누악쇼트에 위치한 공항이다. 2016년 6월, 도시에서 북쪽으로 25킬로미터 지점에 위치한 누악쇼트 움툰시 국제공항의 개항으로 인해 폐쇄되었다. 2010년 말까지 이 공항은 모리타니 항공의 허브 공항 역할을 했다. 모리타니 항공 인터내셔널은 공항이 폐쇄될 때까지 이 공항에 기반을 두었다.